# 스기타역 (가나가와현)
스기타역(일본어: 杉田駅、すぎたえき)
(영어: Sugita Station)은 일본 가나가와현 요코하마시 이소고구에 있는 게이힌 급행전철 본선의 철도역이다. 역 번호는 KK46이다.

## 역 구조
게이큐의 직영 역이고 상대식 승강장 2면 2선의 지상역.

### 타는 곳
| 1 | 게이큐 본선 | 요코스카추오・우라가・미사키구치 방면                                                           |
| 2 | 게이큐 본선 | 가미오오카・요코하마・게이큐 가와사키・시나가와・센가쿠지・신바시・아사쿠사・인바니혼이다이방면 |

## 역세권 정보
- 신스기타역

## 역사
- 1930년 4월 1일: 쇼난 전기 철도의 가역으로 영업 개시.
- 1931년 5월 1일: 역의 승격.
- 1941년 11월 1일: 쇼난 전기 철도의 합병으로, 게이힌 전기 철도의 역이 됨.
- 1942년 5월 1일: 게이힌 전기 철도의 합병으로 도쿄 급행 전철의 역이 됨.
- 1948년 6월 1일: 도쿄 급행 전철의 독립에 의한, 게이힌 급행 전철의 역이 됨.
- 1970년 3월: 역사 개축, 교상화.
- 1993년: 역 건물 "프라라 스기타" 개업.
- 2010년
  - 3월: 승강장 엘리베이터 신설. 그 해 4월, 승강장 내 화장실 신설.
  - 5월: 승강장 유효 길이를 8량 편성분으로 연장.
  - 5월 16일: 다이어 개정으로 에어 포트 급행 정차역이 됨.

## 갤러리

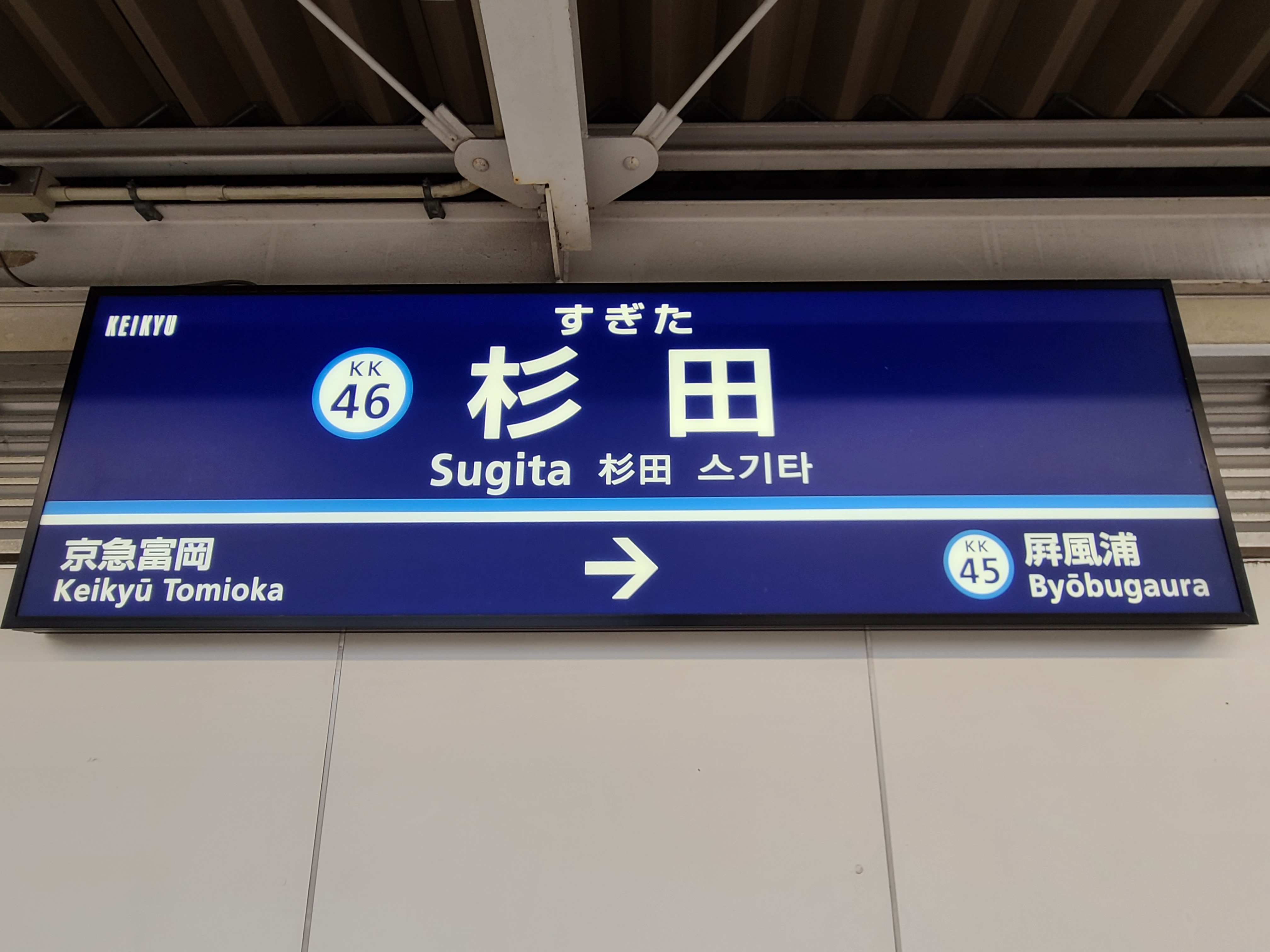
역명판

## 인접역
| 게이힌 급행 전철 본선                          | 게이힌 급행 전철 본선 | 게이힌 급행 전철 본선            |
| ---------------------------------------------- | --------------------- | -------------------------------- |
| KK44 가미오오카 하네다 공항 제1·제2터미널 방면 | ■ 에어포트 급행       | 노켄다이 KK48 즈시·하야마 방면   |
| KK45 뵤부가우라 시나가와 방면                  | ■ 보통                | 게이큐 도미오카 KK47 우라가 방면 |